# Caroline Flack
Pour les articles homonymes, voir Flack.
Caroline Louise Flack, née le 9 novembre 1979 à Enfield dans le Grand Londres et morte le 15 février 2020 à Stoke Newington à Londres, est une animatrice de télévision britannique. 
Elle était la présentatrice de l'émission The X Factor aux côtés d'Olly Murs en 2011.

## Biographie

### Jeunesse
Caroline Flack est née à Enfield dans le Grand Londres. Elle a une sœur jumelle prénommée Jody.  
Elle fréquente la Great Hockham Primary School et la Wayland Community High School à Watton (Norfolk).

### Carrière
Elle présente la version britannique de Je suis une célébrité, sortez-moi de là ! (I'm a Celebrity… Get Me Out of Here!) de 2008 à 2010.
Le 13 décembre 2019, Caroline Flack est inculpée pour agression sur son compagnon, l'ancien tennisman professionnel Lewis Burton.

### Mort
Elle met fin à ses jours par pendaison le 15 février 2020 dans son appartement à Londres.

### Vie privée
En 2009, elle a une brève relation avec le prince Harry.
En 2011, Caroline Flack a une relation controversée avec Harry Styles, un membre du boys band One Direction. À ce moment-là, elle est âgée de 31 ans et Styles de 17 ans, ce qui fait scandale au Royaume-Uni, surtout du fait qu'il est toujours mineur et qu'elle a 15 ans de plus que lui. Elle a également été fiancée à Andrew Brady en 2018.